# Nero bifamiliare
Nero bifamiliare è un film del 2007 diretto da Federico Zampaglione.
Si tratta dell'esordio nella regia cinematografica per il musicista Zampaglione, che ha firmato anche il soggetto e la sceneggiatura con Rudolph Gentile e, con il suo gruppo, i Tiromancino, la colonna sonora.

## Trama
Vittorio Manti, trentottenne avvocato mancato che lavora per una compagnia d'assicurazioni arrotondando lo stipendio con i proventi di piccole truffe, si trasferisce con la moglie Marina in una villetta del un complesso videosorvegliato di Valle Serena.
Il portiere Carmine li mette a corrente delle voci sinistre che corrono sul conto dei loro vicini, Slatko Tomacewsky e sua moglie Bruna, che si dice siano implicati in giri di ricettazione e di prostituzione.
La prima vera occasione di contrasto con i vicini avviene quando Slatko rompe accidentalmente i vasi di fiori di Marina sul confine tra le due proprietà e si offre di darle come risarcimento un vecchio stereo; Marina allora richiama precipitosamente Vittorio dal lavoro proprio mentre si accinge ad assicurare la loro nuova casa, e gli fa affrontare Slatko.
Mentre si trovano al mare per un weekend, avviene un furto in casa di Vittorio e Marina, e per di più delle loro fotografie in atteggiamenti intimi vengono ritrovate sparse in tutto il complesso. Vittorio sospetta dei vicini, ma la polizia non trova prove contro di loro. Vittorio, che desidera recuperare i risparmi che aveva nascosto nel divano sottratto dai ladri, si mette a sorvegliare i Tomacewsky. Durante la finale del campionato mondiale di calcio 2006, Vittorio s'introduce nel pulmino di Slatko ma viene sorpreso; senza il freno a mano, il pulmino finisce addosso a una centralina elettrica e provoca un black-out. ambedue gli uomini finiscono al commissariato e, per evitare una denuncia per furto, Manti si offre di pagare i danni.
L'attività di spionaggio verso i vicini inizia a infastidire Marina; per Vittorio arrivano dei guai anche sul fronte lavorativo, per aver mancato la visita fiscale dopo aver mandato un certificato di malattia redatto da un medico compiacente. Marina cerca di rappacificarsi con Slatko ma Vittorio, che osservava la scena non visto, equivoca l'azione e accusa la moglie; ha poi un sogno in cui, in un Slatko è vestito come il re della giungla, con Marina e Bruna ai suoi piedi, mentre tutti i suoi conoscenti ridono di lui.
Carmine informa Marina che gli altri residenti di Valle Serena hanno avviato una petizione contro lei e suo marito. Vittorio contatta Ossobuco, un malvivente con cui un tempo era in affari, perc avere il contatto del killer soprannominato Teschio al quale intende dare l'incarico di sistemare Slatko. Intanto Marina, leggendo un articolo su un giornale, intuisce che i ladri erano probabilmente dei finti addetti alle pulizie. Vittorio, che se n'era andato di casa, cerca inutilmente di contattare Teschio, ma il sicario non porta comunque a termine il suo compito Tomacewsky perché hanno già traslocato. Molto sollevato, Vittorio si rappacifica con la moglie e cambia atteggiamento davanti alla vita; lascia il lavoro all'assicurazione per lanciare un sito web basato sul baratto, mentre Marina si scopre incinta. La casa dove viveano Slatko e Bruna viene presa da un'altra coppia, che appare subito diffidente verso i Manti per le voci che corrono sul loro conto.

## Accoglienza

### Incassi
Il film ha incassato al botteghino italiano oltre 1 124 000 euro al 22 luglio 2007.

### Critica
La critica cinematografica ha espresso pareri contrastanti, anche all'interno delle stesse recensioni: da una parte sono state lodate l'interpretazione degli attori principali e le atmosfere sottilmente inquietanti, ma è stata rilevata anche qualche caduta di ritmo e una certa inesperienza del regista, di cui comunque è stata apprezzata la capacità di mettersi in gioco in un ruolo diverso da quello di musicista, senza essere frenato dalla paura di commettere errori.

## Riconoscimenti
- 2007 - Premio Gianni Di Venanzo
  - Miglior fotografia italiana ad Arnaldo Catinari
- 2007 - Lamezia International Film Fest
  - Premio Ligeia Esordi d'Autore